# エウスカルテル・エウスカディ
エウスカルテル・エウスカディ（Euskaltel-Euskadi）は、かつて国際自転車競技連合（UCI）の主催するUCIプロツアーに参加していた自転車ロードレースのチームである。スペインに本拠を置いていた。チーム名はメインスポンサーであるエウスカルテル（通信事業会社）とサブスポンサーであるエウスカディ（バスク州自転車基金）に由来していた。

## 歴史
1994年、バスク自治州に拠点を置くペトロノール（石油会社）がメインスポンサーとなってエウスカディ・ペトロノールが設立された。1995年シーズンからはエキポ・エウスカディに名称変更し、ペトロノールは3年間メインスポンサーを務めた。1998年にはバスク自治州で事業を行うエウスカルテル（通信事業会社）がメインスポンサーとなり、チーム名はエウスカルテル・エウスカディに変更された。他の自転車ロードレースに参加するチームとは異なり、「バスク人のバスク人によるバスク人のためのチーム」であり、2012年シーズンまでは所属選手が基本的にバスク人に限定されていた。例外としてオビエド出身のサムエル・サンチェスなどがいたが、リーガ・エスパニョーラ（サッカー）のアスレティック・ビルバオ同様、国際色豊かなスポーツ界の中で独自の特色を示していた。
2003年のツール・ド・フランスでアイマル・スベルディアが総合5位、イバン・マヨが総合6位に入る好成績を挙げ、2007年にはサムエル・サンチェスがブエルタ・ア・エスパーニャにて総合3位に入り、チーム初となるグランツールの表彰台を獲得した。またサムエル・サンチェスは北京オリンピック男子ロードレースにおいて金メダルを獲得した。ツール・ド・フランスやブエルタ・ア・エスパーニャなどでピレネー山脈を通過するときには多くのエウスカルテルファンの姿が見られ、沿道はエウスカルテルのチームカラーであるオレンジ色に染まった。
2013年にはメインスポンサーのエウスカルテルが4年間の支援継続を約束していたが、UCIプロチームとして生き残るために多国籍化を図り、スロベニア、モロッコ、ポルトガル、ドイツ、ロシア、ギリシャなど様々な国籍の選手を受け入れたことから、サブスポンサーの市民団体からの資金供出が困難となった。2013年8月20日、セカンドスポンサーの離脱により2013年シーズン限りで解散するという公式リリースを発表した。その後、スペイン出身のF1ドライバーであるフェルナンド・アロンソがチームライセンス買取と運営資金援助を発表し、チームは存続へと向かった。しかし、9月23日にはアロンソとチームの交渉が決裂したことが発表され、チームは2013年シーズン限りで解散した。
尚、2020年シーズン途中から当チームと全く同じ名称で活動しているUCIプロチームのエウスカルテル・エウスカディはスポンサーこそ同じだが別組織である。

## 使用機材
オルベア社のフレーム「ORCA」にシマノ社のコンポーネント「DURA-ACE」を装着して使用していた。

## 2012年陣容
2012年1月26日更新
- ゼネラル・マネジャー - ミゲ・マダリアーガ

| 選手名                           | 国籍     | 生年月日       | 備考                     |
| -------------------------------- | -------- | -------------- | ------------------------ |
| イゴル・アントン                 | スペイン | 1983年3月2日   |                          |
| ミケル・アスタルロサ             | スペイン | 1979年11月17日 |                          |
| ホルヘ・アサンサ                 | スペイン | 1982年6月16日  |                          |
| ペイオ・ビルバオ                 | スペイン | 1990年2月25日  |                          |
| ビクトル・カベド                 | スペイン | 1989年6月15日  | オルベア・コンチネンタル |
| ピエール・カゾー                 | フランス | 1984年6月7日   |                          |
| リカルド・ガルシーア・アンブロア | スペイン | 1988年2月26日  | オルベア・コンチネンタル |
| ゴルカ・イサギレ                 | スペイン | 1987年10月7日  |                          |
| ヨン・イサギレ                   | スペイン | 1989年2月4日   |                          |
| ミケル・ランダ                   | スペイン | 1989年12月13日 |                          |
| エゴイ・マルティネス             | スペイン | 1978年5月15日  |                          |
| ミゲル・ミンゲス                 | スペイン | 1988年8月30日  |                          |
| ミケル・ニエベ                   | スペイン | 1984年5月26日  |                          |
| フアン・ホセ・オロス             | スペイン | 1980年7月11日  |                          |
| アラン・ペレス                   | スペイン | 1982年7月15日  |                          |
| ルーベン・ペレス                 | スペイン | 1981年10月30日 |                          |
| アドリアン・サエス               | スペイン | 1986年3月17日  | オルベア・コンチネンタル |
| サムエル・サンチェス             | スペイン | 1978年2月5日   |                          |
| ロマン・シカール                 | フランス | 1988年1月1日   |                          |
| アメツ・チュルカ                 | スペイン | 1982年11月10日 |                          |
| パブロ・ウルタスン               | スペイン | 1980年3月29日  |                          |
| イバーン・ベラスコ               | スペイン | 1980年2月8日   |                          |
| ゴルカ・ベルドゥゴ               | スペイン | 1978年11月4日  |                          |

2012年動向
- 加入
  - アドリアン・サエス (オルベア・コンチネンタル)
  - ビクトル・カベド・カルダ (オルベア・コンチネンタル)
  - リカルド・ガルシーア・アンブロア (オルベア・コンチネンタル)
- 退団
  - コルド・フェルナンデス (ガーミン・セルヴェロ)
  - ホナタン・カストロビエホ (モビスター)
  - ダニエル・セスマ
  - ハビエル・アラメンディア
  - イニャキ・イサシ (引退)

## チーム名称の変遷
- 1994年 エウスカディ・ペトロノール
- 1995年-1997年 エキポ・エウスカディ
- 1998年-2013年 エウスカルテル・エウスカディ

## 歴代チーム陣容
| 2011年陣容                       | 2011年陣容 | 2011年陣容     | 2011年陣容               |
| 選手名                           | 国籍       | 生年月日       | 備考                     |
| -------------------------------- | ---------- | -------------- | ------------------------ |
| イゴル・アントン                 | スペイン   | 1983年3月2日   |                          |
| ハビエル・アラメンディア         | スペイン   | 1986年12月5日  |                          |
| ホルヘ・アサンサ                 | スペイン   | 1982年6月16日  |                          |
| ホナタン・カストロビエホ         | スペイン   | 1987年4月22日  |                          |
| ピエール・カゾー                 | フランス   | 1984年6月7日   | フランセーズ・デ・ジュー |
| コルド・フェルナンデス           | スペイン   | 1981年9月13日  |                          |
| イニャキ・イサシ                 | スペイン   | 1977年4月20日  |                          |
| ゴルカ・イサギレ・インサウスティ | スペイン   | 1987年10月7日  |                          |
| イオン・イサギレ                 | スペイン   | 1989年2月4日   | オルベア                 |
| ミケル・ランダ                   | スペイン   | 1989年12月13日 | オルベア                 |
| エゴイ・マルティネス             | スペイン   | 1978年5月15日  |                          |
| ミゲル・ミンゲス                 | スペイン   | 1988年8月30日  |                          |
| ミケル・ニエベ                   | スペイン   | 1984年5月26日  |                          |
| フアン・ホセ・オロス             | スペイン   | 1980年7月11日  |                          |
| アラン・ペレス                   | スペイン   | 1982年7月15日  |                          |
| ルーベン・ペレス                 | スペイン   | 1981年10月30日 |                          |
| サムエル・サンチェス             | スペイン   | 1978年2月5日   |                          |
| ダニエル・セスマ                 | スペイン   | 1984年7月20日  |                          |
| ロマン・シカール                 | フランス   | 1988年1月1日   |                          |
| アメツ・チュルカ                 | スペイン   | 1982年11月10日 |                          |
| パブロ・ウルタスン               | スペイン   | 1980年3月29日  |                          |
| イバン・ベラスコ                 | スペイン   | 1980年2月8日   |                          |
| ゴルカ・ベルドゥーゴ             | スペイン   | 1978年11月4日  |                          |

| 2012年陣容                       | 2012年陣容 | 2012年陣容     | 2012年陣容               |
| 選手名                           | 国籍       | 生年月日       | 備考                     |
| -------------------------------- | ---------- | -------------- | ------------------------ |
| イゴル・アントン                 | スペイン   | 1983年3月2日   |                          |
| ミケル・アスタルロサ             | スペイン   | 1979年11月17日 |                          |
| ホルヘ・アサンサ                 | スペイン   | 1982年6月16日  |                          |
| ペイオ・ビルバオ                 | スペイン   | 1990年2月25日  |                          |
| ビクトル・カベド                 | スペイン   | 1989年6月15日  | オルベア・コンチネンタル |
| ピエール・カゾー                 | フランス   | 1984年6月7日   |                          |
| リカルド・ガルシーア・アンブロア | スペイン   | 1988年2月26日  | オルベア・コンチネンタル |
| ゴルカ・イサギレ                 | スペイン   | 1987年10月7日  |                          |
| ヨン・イサギレ                   | スペイン   | 1989年2月4日   |                          |
| ミケル・ランダ                   | スペイン   | 1989年12月13日 |                          |
| エゴイ・マルティネス             | スペイン   | 1978年5月15日  |                          |
| ミゲル・ミンゲス                 | スペイン   | 1988年8月30日  |                          |
| ミケル・ニエベ                   | スペイン   | 1984年5月26日  |                          |
| フアン・ホセ・オロス             | スペイン   | 1980年7月11日  |                          |
| アラン・ペレス                   | スペイン   | 1982年7月15日  |                          |
| ルーベン・ペレス                 | スペイン   | 1981年10月30日 |                          |
| アドリアン・サエス               | スペイン   | 1986年3月17日  | オルベア・コンチネンタル |
| サムエル・サンチェス             | スペイン   | 1978年2月5日   |                          |
| ロマン・シカール                 | フランス   | 1988年1月1日   |                          |
| アメツ・チュルカ                 | スペイン   | 1982年11月10日 |                          |
| パブロ・ウルタスン               | スペイン   | 1980年3月29日  |                          |
| イバーン・ベラスコ               | スペイン   | 1980年2月8日   |                          |
| ゴルカ・ベルドゥゴ               | スペイン   | 1978年11月4日  |                          |